# Palm Harbor
Palm Harbor är en ort (CDP) i Pinellas County, i delstaten Florida, USA. Enligt United States Census Bureau har orten en folkmängd på 57 439 invånare (2010) och en landarea på 45 km².